# Speyeria liliana
Speyeria liliana är en fjärilsart som beskrevs av Edwards 1878. Speyeria liliana ingår i släktet Speyeria och familjen praktfjärilar. Inga underarter finns listade i Catalogue of Life.